# 全日本コンサルタント
全日本コンサルタント株式会社は、大阪市浪速区に本社を置く建設コンサルタント会社である。

## 概要
近鉄グループの企業で、建築・土木の設計・測量・監理を行う。1964年に大日本土木のコンサルタント部として設立、1966年に分社化された。

## 沿革
- 1966年（昭和41年） 7月 - 創業。
  - 10月 - 測量業者登録。
  - 12月 - 建設コンサルタント登録。
- 1974年（昭和49年） 5月 - 一級建築士事務所登録。
- 1982年（昭和57年）12月 - 地質調査登録。
- 2002年（平成14年） 4月 - 本店を大阪市天王寺区上本町から現住所に移転。
- 2003年（平成15年） 8月 - 土壌汚染対策法に基づく指定調査機関に指定。
- 2011年（平成23年）
  - 3月10日 - 簡易株式交換による近畿日本鉄道の完全子会社化。[2]　
  - 6月30日 - 会社分割による中間持株会社近鉄技術ホールディングズ株式会社の100％子会社になる。[3]

## 登録部門
- 登録番号  建(21)-456[4]
- 鉄道
- 道路
- 河川、砂防及び海岸・海洋
- 上水道及び工業用水道
- 下水道
- 都市計画及び地方計画
- 土質及び基礎
- 鋼構造及びコンクリート
- トンネル
- 施工計画、施工設備及び積算
- 建設環境
- 電気電子

## 他に行っている営業又は事業の種類
- 測量業 (12)-1185[5]
- 地質調査業者登録 質23-795[6]
- 土壌汚染状況調査指定調査機関 環2003-2-95
- 一級建築士事務所 大阪府知事登録（リ）第5235号